# Cmentarz żydowski w Ostrołęce
Cmentarz żydowski w Ostrołęce – kirkut został założony w XIX wieku. Mieścił się przy ul. Poznańskiej. 
Cmentarz był miejscem pochówku Żydów z Ostrołęki oraz wsi podporządkowanych miejscowemu dozorowi bóżniczemu, między innymi z Czarnowa, Czerwina, Ponikwi, Wólki Brzezińskiej, Andrzejewa, Kaczyna, Czarnowca. Cmentarz był umiejscowiony na niewielkim wzgórzu, poza obrębem miasta. Został otoczony wysokim murem.
W czasie II wojny światowej uległ zniszczeniu. W 1979, w czasie wielkiej powodzi został splantowany do gruntu, prawdopodobnie usypano z niego część wału powodziowego. Zasięg kirkutu określają  wzniesienie i spadek ulicy Korczaka. W latach 60. był solidną górka, pełną macew. Obecnie teren jest zabudowany. W 1986 mieszkańcy Ostrołęki odnaleźli i zabezpieczyli fragmenty rozbitych macew.
Przez teren cmentarza przeprowadzono ulicę Korczaka, wybudowano szkołę oraz Zespół Placówek Opiekuńczo-Wychowawczych. Powstało również osiedle domków jednorodzinnych.
W 1991 na skraju dawnego cmentarza wybudowano pomnik, do jego ścian przytwierdzono ocalałe fragmenty macew, oraz tablice upamiętniające społeczność żydowską Ostrołęki.